# Mühlesteg
Der Mühlesteg ist eine 1982 eröffnete Fussgängerbrücke über den Fluss Limmat in Zürich.

## Geschichte
Die Brücke überquert seit 1982 die Limmat vom Niederdorf auf der rechten Flussseite zum Bahnhofquai auf der linken. Der Standort liegt zwischen dem 1943 abgerissenen Oberen Mühlesteg (heutige Rudolf-Brun-Brücke) und dem 1950 abgerissenen Unteren Mühlesteg, der zur damaligen Insel Papierwerd führte. Der Bau wurde grösstenteils mit privaten Mitteln finanziert.  Im Zusammenhang mit der Neugestaltung des Areals mit dem Globus-Provisorium hätte der Mühlesteg verlegt und verbreitert werden sollen, doch das Projekt wurde im Februar 2019 abgelehnt.
Seit ungefähr 2012 werden am Geländer der Brücke Liebesschlösser angebracht, was von der Stadtverwaltung geduldet wird.
Der Steg wurde 2023 saniert.